# 大淀三千風

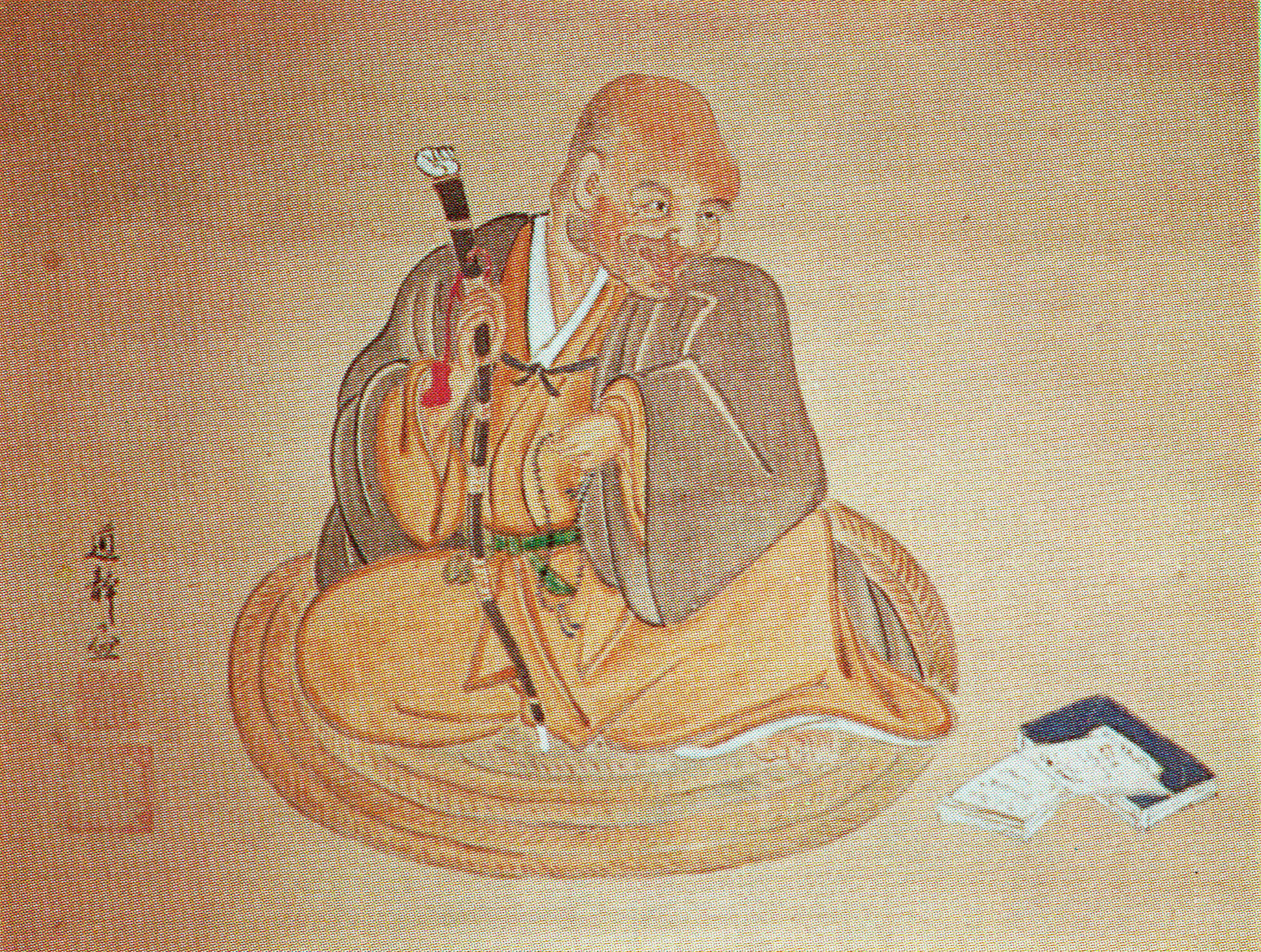
大淀三千風像 村井古道画

大淀 三千風（おおよど みちかぜ、寛永16年（1639年）- 宝永4年1月8日（1707年2月10日））は、江戸時代の俳人。伊勢国飯野郡射和村（現・三重県松阪市）生まれ。本名、三井友翰。別号、無不非軒・紫冥軒・寓言堂・尺鷃堂・梅睡庵・呑空法師・東往居士・湖山飛散人など。

## 来歴
寛永16年（1639年）、伊勢国飯野郡射和村の商家に生まれる。幼少期は射和村蓮生寺の祐順法印について学び、15歳の春から俳諧に親しむ。俳人を志すが、両親が亡くなったため、家業に従事せざるを得なかった。寛文9年（1669年）秋、31歳にして松島に赴いた後、仙台に15年間居住する。延宝7年（1679年）、矢数俳諧に挑戦し、一夜独吟3000句を成功させる。この独吟は井原西鶴に託され、『仙台大矢数』として刊行される。これ以降、三千風と名乗る。天和2年（1682年）、松島に関する詩歌俳を集めて『松島眺望集』を刊行。翌年には7年間にも及ぶ全国行脚へ出発、元禄3年（1690年）夏、旅中の句文をもとに『日本行脚文集』を編む。元禄9年（1693年）頃、大磯に鴫立庵を結び、西行五百回忌にあわせて、西行堂の建立や謡曲『鴫立沢』の刊行を行う。元禄14年（1698年）、鴫にちなんだ詩歌俳を集めた『和漢田鳥集』を刊行。宝永4年1月8日（1707年2月10日）、射和村にて没。享年69歳。墓所は射和共同墓地(松阪市指定史跡)。
三千風の勢力は大きくはなかったが、九州の俳壇の一大勢力であった。「偏見は道の癖なりと思ひ、よく他派に融通し、千変万化の変化を得べし」（『日本行脚文集』）と語るような柔軟な人柄も相まって、伊藤不玉・井原西鶴・神戸友琴・菅野谷高政・富尾似船・北条団水・祐天上人など多くの知友を得た。

## 作風
三千風は特定の師につかなかったが、「所専、俳諧は狂言なり、寓言也。実書不用にして、戯が中の虚也」（『日本行脚文集』）という言葉から、談林派の俳人と見なされる。